# مومياوات تاريم

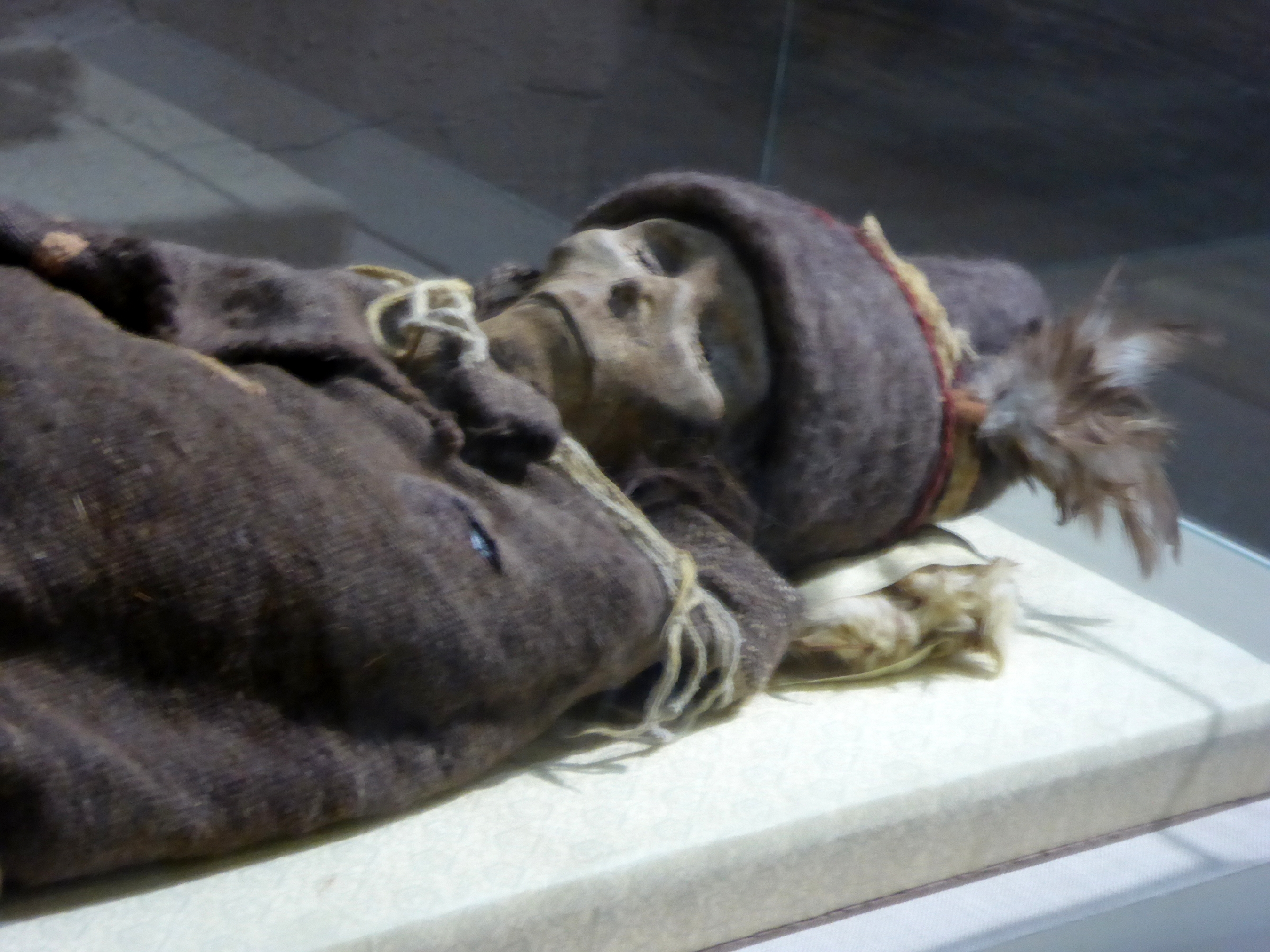

مومياوات تاريم هي مجموعة من المومياوات التي عثر عليها في حوض تاريم بمقاطعة شينجيانغ الصينية
تعود المومياوات الي ما بين 1800 ق.م الي 200 ق.م، تحمل المومياوات ملامح مختلفة عن الملامح الصينية
فهي ذات ملامح قوقازية بيضاء تحمل ملامح اوربية حيث الشعر الأشقر والعيون الملونة.